# マリア・クリスティーナ・デ・ボルボン＝ドス・シシリアス
マリア・クリスティーナ・デ・ボルボン＝ドス・シシリアス（スペイン語: María Cristina de Borbón-Dos Sicilias, 1806年4月27日 - 1878年8月22日）は、スペイン王フェルナンド7世の4番目の妃。1833年から1840年まで、長女である女王イサベル2世の摂政を務めた。

## 生涯

### 最初の結婚、摂政
1806年、ナポリ・シチリア王子フランチェスコと、その妃でスペイン王カルロス4世の娘であるマリア・イサベルとの間の次女として、パレルモに生まれた。1816年に祖父フェルディナンド1世が国称を「両シチリア王国」に改称したため、マリア・クリスティーナの称号も「ナポリ・シチリア王女」から「両シチリア王女」に変えられた。
1829年12月11日、マドリードでスペイン王フェルナンド7世と結婚した。フェルナンドはマリア・クリスティーナの母の兄であるうえ、父の妹マリア・アントニアの寡夫でもあり、いずれの意味でも伯父であった。フェルナンド7世は3度の結婚で後継ぎを授かることが出来ず、4番目の結婚相手であるマリア・クリスティーナに息子が出来ることを切望していた。マリア・クリスティーナは娘を二人産んだが、男子を授かることはなかった。
- イサベル（1830–1904） - スペイン女王イサベル2世
- ルイサ・フェルナンダ（1832–1897） - 1846年、モンパンシエ公アントワーヌ・ドルレアンと結婚

1833年9月29日にフェルナンド7世が死去すると、王位継承法の改定によって長女イサベルが女王イサベル2世として即位した。しかしフェルナンド7世の弟で、サリカ法による以前の王位継承法の下では王位継承者だったモリナ伯カルロスが、女子の王位継承は不法であるとして反旗を翻した（第一次カルリスタ戦争）。モリナ伯の支持者（カルリスタ）は、フェルナンド7世は後継者としてモリナ伯を指名していたのに、マリア・クリスティーナがその遺志を握りつぶした、と主張していた。またカルリスタたちは、イサベルを後継者と認めるという文書に書かれたフェルナンド7世の署名は、マリア・クリスティーナが勝手に書いたものである、とも言っていた。
モリナ伯はカトリック教会やその他の保守勢力からかなり広範な支持を受け、権力を奪取しようとしたが、マリア・クリスティーナは娘の王位を保持することに成功した。カルリスタ戦争は王位継承をめぐる争いから始まったが、やがてスペイン国家の未来を争う内戦へと変貌していった。イサベル2世を擁したマリア・クリスティーナの支持者は自由主義憲法や社会改革に賛同するリベラル派であり、カルリスタは伝統社会への回帰と絶対王政の保守を望んでいた。結局、軍隊がイサベル2世に忠誠を誓ったため、カルリスタは戦争に敗れた。

### 再婚と失脚、亡命
1833年12月28日、夫を亡くしてわずか3カ月後に、王室警護官で愛人のアグスティン・フェルナンド・ムーニョスと秘密結婚した。マリア・クリスティーナとムーニョスは間に7人の子供をもうけたが、マリア・クリスティーナはこの再婚を隠したままにしておこうとした。
- マリア・アンパロ（1834–1864） - 初代ビスタ・アレグレ女伯爵、ヴワディスワフ・チャルトリスキ公爵と結婚
- マリア・デ・ロス・ミラグロス（1835–1903） - 初代カスティーリェホ女侯爵、第2代マッツァーノ・エド・アントゥニ公（イタリア語版）に嫁す
- アグスティン（1837–1855） - 初代タランコン公爵、エクアドル公
- フェルナンド（1838–1910） - 第2代リアンサレス公爵、第2代タランコン公爵
- マリア・クリスティーナ（1840–1921） - 初代イサベラ女侯爵、第8代カンポ・サグラド侯爵に嫁す
- フアン（1844–1863） - 初代レクエルド伯爵
- ホセ（1846–1863） - 初代グラシア伯爵

やがてマリア・クリスティーナと平民出の近衛兵との結婚は人々の知るところとなり、摂政王太后は国民からひどく嫌われた。もともとマリア・クリスティーナは政権を担っていたリベラル派の大臣や彼らの政策を支持しておらず、閣僚との仲も悪かったので、彼女の摂政としての発言力は低下していった。その後、軍隊と議会のリベラル派指導者たちは、結託してマリア・クリスティーナを摂政の座から引きずり降ろそうとした。1840年にバルドメロ・エスパルテロ将軍がマリア・クリスティーナに代わって摂政の地位に就くと、新政権はマリア・クリスティーナとその夫をスペインから追放した。1844年にイサベル2世が親政を開始すると、女王は母とその再婚相手を呼び戻し、継父のムーニョスにリアンサレス公爵位を与え、父親の違う弟妹たちをも貴族に列した。しかしマリア・クリスティーナは国内で非常に不人気であり、結局1854年にはムニョスと彼との間の子供たちを連れてフランスへ亡命した。
1868年、スペインで革命が起きると、イサベル2世もフランスに亡命してきた。1870年、イサベル2世は退位して長男アルフォンソに王位を譲ることを宣言した。アルフォンソ12世の支援者たちは、王政復古にあたり新王の母親イサベル2世と、祖母マリア・クリスティーナがアルフォンソ12世に対して影響力を持たないようにしなければならなかった。1874年にアルフォンソがスペイン王として戴冠した時、イサベル2世とマリア・クリスティーナはスペインでの戴冠式に出席することを許されたが、スペイン国内に居住することは禁止された。スペインの国政に影響力を持つことが危ぶまれたためだった。
1878年、フランスのサン＝タドレッスで死去した。遺体はエル・エスコリアル修道院のスペイン王室地下納骨堂に葬られた。